# Christoffer Heimbrand
Christoffer Heimbrand, född 8 mars 1997 i Malmö, Skåne, är en svensk liberal politiker och var till 2022 riksordförande för Liberala Studenter, samt adjungerad i Liberalernas partistyrelse. Han var andre vice ordförande för studentförbundet sedan 2018 och valdes på årsmötet i december 2019 att efterträda Anton Johansson som ordförande.